# Президентские выборы в Венесуэле (2006)
Президентские выборы 2006 года в Венесуэле состоялись 3 декабря 2006 года. Действующий президент Уго Чавес, одержав в 2004 году победу на референдуме об отзыве президента, решил баллотироваться на второй полный срок. Как и на предыдущих выборах, противники Чавеса решили выдвинуть единого кандидата, но вместо проведения праймериз возможные претенденты на пост президента от оппозиции провели переговоры с целью достигнуть консенсуса. В результате кандидатом оппозиции на этих выборах стал Мануэль Росалес, губернатор крупнейшего в Венесуэле штата Сулия и лидер левоцентристской партии «Новое время».
Чавес с самого начала избирательной кампании пользовался высокой популярностью в стране, лидируя в большинстве опросов общественного мнения в течение всей кампании. В итоге он смог уверенно выиграть выборы, добившись самого высокого показателя и крупнейшей разницы голосов в истории Венесуэлы начиная с выборов 1958 года. Для Чавеса эта была третья подряд победа на президентских выборах.

## Кандидаты
В общей сложности для участия в выборах было зарегистрировано 14 кандидатов. Большое число претендентов во многом объясняется расколом среди приверженцев чавизма. Впрочем, на победу претендовали только двое, действующий президент Уго Чавес, выдвинутый своей партией Движение за Пятую республику и поддержанный 24 левыми партиями, и губернатор штата Сулия Мануэль Росалес от партии «Новое время», в поддержку которого выступили 43 оппозиционные партии самой разной политической ориентации.
Также для участия в выборах были зарегистрированы Эд Вера и Каролина Контрерас (независимые), Хосе Тинео («Венесуэла третьего тысячелетия»), Кармело Романо Перес (Либеральное движение народного единства), Анхель Иригойен («Разобьём цепи»), Венесуэла Да Сильва («Новый социальный порядок»), адвокат Гомер Родригес («Из-за любви к Венесуэле»), Исбелия Леон («Учреждение Сила и Мир»), Франсиско Педро Арангурен (Движение Сознание страны), Луис Альфонсо Рейес Кастильо (Организация организованной молодёжи Венесуэлы), Худит Салазар («Сыны Отечества»), адвокат Алехандро Хосе Суарес Лусардо (Движение национального чувства).
Несколько претендентов сняли свои кандидатуры:
- Бенхамин Рауссео по прозвищу «Граф Гуачаро», стендап-комик, выдвинутый недавно сформированной партии «ПЬЕДРА» (исп. Partido Independiente Electoral Democrático Respuesta Avanzada, PIEDRA). Снял свою кандидатуру за три недели до выборов, в соответствии с обещанием выйти из предвыборной гонки, если не займёт первое или второе место в опросах общественного мнения. Призвал своих сторонников голосовать за кандидата по своему выбору[2];
- Хесус Кальдера Инфанте, бывший президент Фонда гарантирования вкладов, представитель Нового прогрессивного альянса. Снял свою кандидатуру 29 ноября в пользу Росалеса[3];
- Сотельдо Анхель-Бланко (от группы избирателей);
- Лурдес Сантандер Движение за устойчивое управление окружающей средой);
- Бригитта Гарсия (Партия Хуана Бимбы);
- Хосе Грегорио Эрнандес Чавес (партия PASR);
- Абади Васкес (Национальный союз независимых общественных организаций);
- Инос Санчес (Сила независимого действия).

### Кандидат оппозиции
Лидеры оппозиции, понимая, что смогут победить Уго Чавеса только выставив единого кандидата, приложили все усилия, чтобы выбрать его. На участие в президентских выборах в качестве единого кандидата от оппозиции претендовали 9 человек. Помимо Мануэля Росалеса это были Хулио Борхес, юрист, политик и телеведущий, основатель партии «За справедливость» и депутат Национальной ассамблеи от штата Миранда (2000—2005), Теодоро Петкофф, бывший министр и экс-сенатор от Движения к социализму, теперь независимый, Серхио Кальдерон Омар (КОПЕЙ), бывший губернатор штата Тачира, журналист Уильям Охеда, один из основателей партии «Единый народ» и бывший депутат от штата Миранда (1999—2000), Сесилия Соса, президент Верховного суда (1996—2000), поддержанная Республиканской федеральной партией, независимый политик Энрике Техера Парис, в прошлом губернатор штата Сукре (1959—1961), сенатор (1969—1974) и министр иностранных дел (1989), Висенте Брито, бывший президент Федерации торгово-производственных палат и ассоциаций Венесуэлы (FEDECAMARAS), поддерживаемый Республиканским движением, и Фройлин Барриос, бывший президент Конфедерации трудящихся Венесуэлы.
Венесуэльская правозащитная организация Súmate разработала проект процедур по проведению праймериз 13 августа 2006 года, по итогам которых должен был определиться единый кандидат от оппозиции на президентских выборах в декабре 2006 года. Петкофф заявил, что процедура Súmate авторитарна и сравнил её с Указом Кармона. Девять других кандидатов согласились с условиями для проведения праймериз, подтверждающие их стремление позволить гражданам выбрать кандидата от оппозиции. Один из них, Барриос, осудил выпад Петкоффа против Súmate, заявив, что условия проведения первичных выборов обсуждали со всеми кандидатами, в том числе и с Петкоффом 9 августа.
Первым о выходе из предвыборной кампании объявил Петкофф, который на тот момент был третьим в опросах, заявив, что поддерживает Росалеса. В полдень 9 августа о своём решении поддержать Мануэля как единственного кандидата от оппозиции объявил Борхес. Поддержка двух основных кандидатов от оппозиции склонила на сторону Росалеса остальных, сделав его лидером венесуэльской оппозиции. В тот же день Súmate объявила, что первичные выборы 13 августа не будут проведены, так как кандидаты решили поддержать Мануэля Росалеса в качестве единого кандидата оппозиции. При этом глава организации Мачадо заявил, что основной что Súmate будет продолжать работать, чтобы обеспечить чистые выборы и уважение к правам граждан. Несмотря на поддержку основных соперников, Росалес столкнулся с отсутствием поддержки национального руководства двух основных оппозиционных партий, Демократического действия и «Проект Венесуэла». Однако более тридцати политических и общественных организаций страны публично встали на сторону Росалеса. Кроме того, его поддержали Конфедерация трудящихся Венесуэлы, несмотря на свою тесную связь с Демократическим действием, а также региональные отделения в Нуэва-Эспарта, Монагасе, Сулии, Кохедесе, Ансоатеги и других штатах.
Верховный суд постановил, что Росалес должен будет покинуть пост губернатора, чтобы баллотироваться на пост президента, в соответствии со статьей 229-й Конституции 1999 года.
17 августа, выступая в «Хилтон Каракас», Росалес представил свою команду, в которую вошли его бывшие соперники.

### Партийная поддержка
Уго Чавеса, помимо его собственной партии Движение за Пятую республику, поддержали следующие партии:
- «Подемос»
- «Отечество для всех»
- Коммунистическая партия Венесуэлы
- Народное избирательное движение
- Венесуэльское народное единство
- Социалистическая лига
- «Тупамаро»
- «Новые люди»
- «Мы выиграли всё»
- «Союз»
- Движение за прямую демократию
- Революционный средний класс
- Венесуэльские революционные течения
- Независимые для национального сообщества
- Боевое гражданское движение
- Организованные управлять
- «Сила труда»
- Националистическая организация активной демократии
- Национальное независимое движение
- Сообщество патриотического единства
- Социалистическая группа национального освобождения
- Сила согласованных действий
- «Сети»

Мануэля Росалеса, помимо его собственной партии «Новое время», поддержали следующие партии:
- КОПЕЙ
- «За справедливость»
- Движение к социализму
- «Радикальное дело»
- «Единый народ»
- Движение «Красный флаг»
- Конвергенция
- Демократическая левая
- «Демократический полюс»
- Независимая солидарность
- Республиканское движение
- Демократический республиканский союз
- Движение национальной целостности
- «Солидарность»
- «Открытие»
- «Видение Венесуэлы»
- «Новое видение»
- «Сначала Венесуэла»
- «Народная сила»
- «Либеральная сила»
- «Демократическое обновление»
- «Сила людей»
- «Демократическое изображение»
- ONI
- «Решение»
- PQAC
- IPV
- INCVF
- «Ключ»
- «Возрождение»
- «Все мы — Венесуэла»
- NED
- Свободные избиратели
- «Национальная мысль»
- Движение труда
- «Встреча»
- Сельскохозяйственное действие
- AME
- «Строители страны»
- «Отечественное достоинство»
- «ПЬЕДРА»
- Народное движение «Арагуаней»
- Народная независимая партия

Альянс смелых людей официально в выборах не участвовал, но призвал своих сторонников голосовать за Росалеса.
Партия Демократическое действие призвала своих сторонников воздержаться от участия в голосовании.

## Выборная кампания

### Платформы
Руководитель предвыборной кампании Чавеса Рафаэль ЛаКава заявил, что необходимо защищать национальный суверенитет, чтобы Венесуэла больше не была колонией США, и содействовать миру. Сам Чавес начал свою кампанию с предупреждения, что Вашингтон попытается сорвать президентские выборы и дестабилизировать Венесуэлу, себя он при этом охарактеризовал как кандидата от революции и кандидата национального большинства, выступающего за дальнейшее преобразование страны и против капитализма. Других кандидатов он назвал инструментами правительства США, заявив, что «в этом избирательном процессе есть только два кандидата, а именно Уго Чавес и Джордж Буш».
Чавес пообещал, что в случае избрания он сам инициирует референдум о своём отзыве в 2010 году без необходимости собирать подписи, как это было в случае с референдумом 2004 года. 26 ноября Чавес провёл в Каракасе последний митинг своих сторонников, названный «Красная волна захватывает Каракас», в котором по оценкам Reuters участвовали сотни тысяч человек.
Мануэль Росалес в основу своей программы заложил принципы защиты прав человека и социальной справедливости. В частности, он выступил за справедливое распределение доходов от продажи нефти, предложив ежемесячно передавать бедным не менее 20 % прибыли нефтяной промышленности. В то же время, опросы показали, что 59 % венесуэльцев отвергли это предложение, предпочитая стабильную работу. Также Росалес заявил, что в случае прихода к власти продолжит политику Чавеса по наделению крестьян землёй, но, уважая принцип частной собственности, новое правительство будет выкупать её у собственников на выгодных условиях. Оппозиционер объявил о необходимости прекратить раздаривать нефть, в том числе путём её продажи Кубе по сниженным ценам, пока Венесуэла не сократить высокий уровень бедности.
Во время кампании Росалес обвинял Чавеса в чрезмерных расходах на наращивание военной мощи, высмеивая своего оппонента за его подготовку к войне с США, в то время как «настоящая война Венесуэлы должен быть против разгула уличной преступности». При этом он обещал «использовать нефтяное богатство Венесуэлы, чтобы помочь бедным и улучшить образование и здравоохранение». Росалес провёл несколько крупных митингов по всей стране; крупнейшим из которых стал марш «Лавины» в Каракасе 8 октября, самое большое мероприятие оппозиции с начала 2004 года. Последнее мероприятие противников Чавеса состоялось в Каракасе 25 ноября и собрало по оценке Associated Press сотни тысяч участников.
По ходу предвыборной кампании Росалес потребовал от своего оппонента согласиться на дебаты на любом телевизионном канале, по выбору последнего. Чавес заявил, что не будет дискутировать с Росалесом, потому что, по его мнению, кандидаты оппозиции не способны поспорить даже с учениками шестого класса обычной школы.

### Лозунги
Чавес начал свою кампанию с лозунгом «10 млн голосов» (исп. 10 Millones de Votos), иногда звучавшийся в более резкой форме как «10 миллионов голосов в глотку [Буша]» (англ. 10 millones por el Buche). Для сторонников Чавеса лозунг про 10 миллионов голосов символизировал их желание выиграть с большим отрывом, чтобы предотвратить со стороны оппозиции обвинения в фальсификации итогов выборов. С 9 октября в кампании Чавеса начали использовать новые лозунги «ради любви» (исп. por amor) и «Чавес, победа Венесуэлы» (исп. Chávez, victoria de Venezuela), а также лозунг «Э-э, ах, Чавес не пойдёт» (исп. uh, ah, Chávez no se va), напоминавший о победе Чавеса на референдуме 2004 года.
По ходу избирательной кампании Чавес выступил с «сообщением о любви к людям моей Венесуэлы», которое, согласно опросу, проведённому Cifras Escenarios, понравилось 76,7 % венесуэльцев:
Я всегда всё делал ради любви. Из любви к дереву и реке я стал художником. Из любви к знанию я покинул мой родной город и пошёл учиться. Из любви к спорту я стал бейсболистом. Из любви к родине я стал солдатом. Из любви к людям я стал президентом. Вы сделали меня президентом. Я правил ради любви… Мне нужно время. Мне нужны ваши голоса. Вы голосуете за любовь.
.
В кампании Росалеса использовались слоганы «Не бойтесь с Мануэлем Росалесом» (исп. Atrévete con Manuel Rosales) и «Ни империя [США], ни барбудос [Куба]!» (исп. ¡Ni el imperio, ni el barbudo!). Последний лозунг намекал на склонность Чавеса раздавать миллиарды долларов другим странам, в то время как почти половина венесуэльцев живёт в бедности.

## Опросы
| Организатор опроса                        | Дата публикации  | Уго Чавес (%) | Мануэль Росалес (%) |
| ----------------------------------------- | ---------------- | ------------- | ------------------- |
| Evans/McDonough                           | 29 ноября 2006   | 57            | 38                  |
| Fundación CEPS / Veneopsa                 | 24 ноября 2006   | 59,7          | 39,6                |
| Zogby International                       | 24 ноября 2006   | 60            | 31                  |
| Associated Press—Ipsos                    | 23 ноября 2006   | 59            | 27                  |
| Instituto Venezolano de Análisis de Datos | 23 ноября 2006   | 54,6          | 27,5                |
| Observatorio Hannah Arendt                | 18 ноября 2006   | 51            | 49                  |
| Penn, Schoen & Berland                    | 15 ноября 2006   | 48            | 42                  |
| Datanálisis                               | 15 ноября 2006   | 52,5          | 25,5                |
| Centro de Estudios Políticos y Sociales   | 15 ноября 2006   | 58            | 40                  |
| Consultores XXI                           | 15 ноября 2006   | 58,8          | 40                  |
| Hinterlaces                               | 9 ноября 2006    | 45            | 27                  |
| Evans/McDonough                           | 7 ноября 2006    | 57            | 35                  |
| Keller y Asociados                        | 2 ноября 2006    | 52            | 48                  |
| Instituto Venezolano de Análisis de Datos | 1 ноября 2006    | 53,2          | 28,1                |
| Escenarios                                | 1 ноября 2006    | 63,3          | 26                  |
| Ceca                                      | 23 октября 2006  | 39,5          | 41,3                |
| Zogby International                       | 23 октября 2006  | 59            | 24                  |
| Instituto Venezolano de Análisis de Datos | 12 октября 2006  | 51,5          | 22,7                |
| Penn, Schoen & Berland                    | 16 сентября 2006 | 50            | 37                  |
| Datanálisis                               | 13 сентября 2006 | 58,2          | 17,4                |
| People's Daily                            | 25 августа 2006  | 58,9          | 19,3                |
| The Salt Lake Tribune                     | 20 августа 2006  | 35            | 25                  |

## Результаты
Национальный избирательный совет Венесуэлы (исп. Consejo Nacional Electoral de Venezuela) представил окончательные официальные данные 29 января 2007 года.
| \| \| \| | 62,84 % |
|          |         |

|  |  |

| \| \| \| | 36,90 % |
|          |         |

|  |  |

| \| \| \| | 0,04 % |
|          |        |

|  |  |

| \| \| \| | 0,03 % |
|          |        |

|  |  |

| \| \| \| | 0,03 % |
|          |        |

|  |  |

| \| \| \| | 0,02 % |
|          |        |

|  |  |

| \| \| \| | 0,02 % |
|          |        |

|  |  |

| \| \| \| | 0,01 % |
|          |        |

|  |  |

| \| \| \| | 0,01 % |
|          |        |

|  |  |

| \| \| \| | 0,01 % |
|          |        |

|  |  |

| \| \| \| | 0,01 % |
|          |        |

|  |  |

| \| \| \| | 0,01 % |
|          |        |

|  |  |

| \| \| \| | 0,00 % |
|          |        |

|  |  |

| \| \| \| | 0,09 % |
|          |        |

|  |  |

1. ↑  Учтены как действительные, так и недействительные и пустые бюллетени

## Реакция
Вскоре после того как стали известны первые результаты выборов, Уго Чавес выступил перед своими сторонниками, собравшимися у президентского дворца, чтобы отпраздновать победу своего кандидата. Чавес объявил, что началась новая эра в развитии боливаризма, ориентированная на расширение Боливарианской революции. Его основной соперник, Мануэль Росалес в ту же ночь выступил с краткой речью к нации, в которой признал своё поражение. В то же время он сказал, что экзит-полы и результаты проверок показали меньшую разницу между ним и Чавесом, чем было сообщено Национальным избирательным советом.
Наблюдатели от Центра Картера в своём докладе пришли к выводу, что выборы были «честными, прозрачными и без серьёзных нарушений», выразив надежду, что "другие латиноамериканские народы последуют примеру Венесуэлы в будущем".
Бывший вице-президент Национального избирательного совета Эсекьель Самора, бывший ректор Университета Симона Боливара Фредди Мальпика, профессор этого же университета Гильермо Салас, профессора Центрального университета Венесуэлы Хорхе Тамайо и Рамиро Эспаррагоса при участии экспертов по статистике и компьютерных инженеров провели исследование результатов президентских выборов 2006 года. В январе 2007 года они заявили, что пришли к выводу о наличии значительных статистических несоответствий и предположили, что они стали возможным результатом численных потолков встроенных в машины для голосования. Они рекомендовали дальнейшие исследования данных для того, чтобы понять недостатки венесуэльской избирательной системы.

## Международные наблюдатели
Своих наблюдателей для мониторинга выборов прислали Европейский союз, Организация американских государств, Центр Картера и МЕРКОСУР, а также избирательные органы, университеты, парламенты, организации по правам человека и независимых журналистов, крестьянские и общественные движения, движения коренных народов и другие организации гражданского общества Северной Америки, Европы, Африки, Ближнего Востока и Латинской Америки. Всего за выборами наблюдали около 400 международных делегатов и специальных гостей.